# Antonio Gómez
Antonio Gómez est un boxeur vénézuélien né le 7 septembre 1945 à Cumana.

## Carrière
Champion d'Amérique du Nord NABF des poids plumes en 1970, il remporte le titre mondial WBA de la catégorie le 2 septembre 1971 contre le japonais Shozo Saijo par KO au 5e round. Gómez conserve cette ceinture contre Raul Martinez Mora puis s'incline face à Ernesto Marcel le 19 août 1972. Il met un terme à sa carrière en 1975 sur un bilan de 43 victoires, 7 défaites et 2 matchs nuls.